# Scientific Diving Center Freiberg
Das Scientific Diving Center (SDC) der Technischen Universität Bergakademie Freiberg ist ein ISO-zertifiziertes Forschungs- und Ausbildungszentrum, das sich auf wissenschaftliches Tauchen spezialisiert hat. Es wurde im Jahr 2001 gegründet und hat seither ca. 250 Studenten, Mitarbeiter und Wissenschaftler anderer Universitäten und Einrichtungen zum wissenschaftlichen Forschen unter Wasser ausgebildet. Das SDC ist eines der führenden wissenschaftlichen Taucheinrichtungen in Europa und widmet sich der Organisation und Durchführung von Forschungsprojekten und Bildungsprogrammen auf verschiedenen Gebieten der Unterwasserforschung. So war es 2020 Ausrichter der 6. European Conference on Scientific Diving.

## Geschichte
- 1992: Tauchsport wird Teil des Universitätssports an der TU Bergakademie Freiberg
- 1996: Einführung der Lehrveranstaltung „Aquatische Ökosysteme“
- 2001: Gründung des CMAS Scientific Diving Center Freiberg und Beginn der Ausbildung nach internationalen CMAS-Standards
- 2024: weltweit erste offiziell zertifiziert Institution für die Ausbildung zum „Scientific Diver“ und „Advanced Scientific Diver“ gemäß den ISO-Standards 8804-1[3] und 8804-2[4][5]

## Wissenschaftliche Tauchausbildung

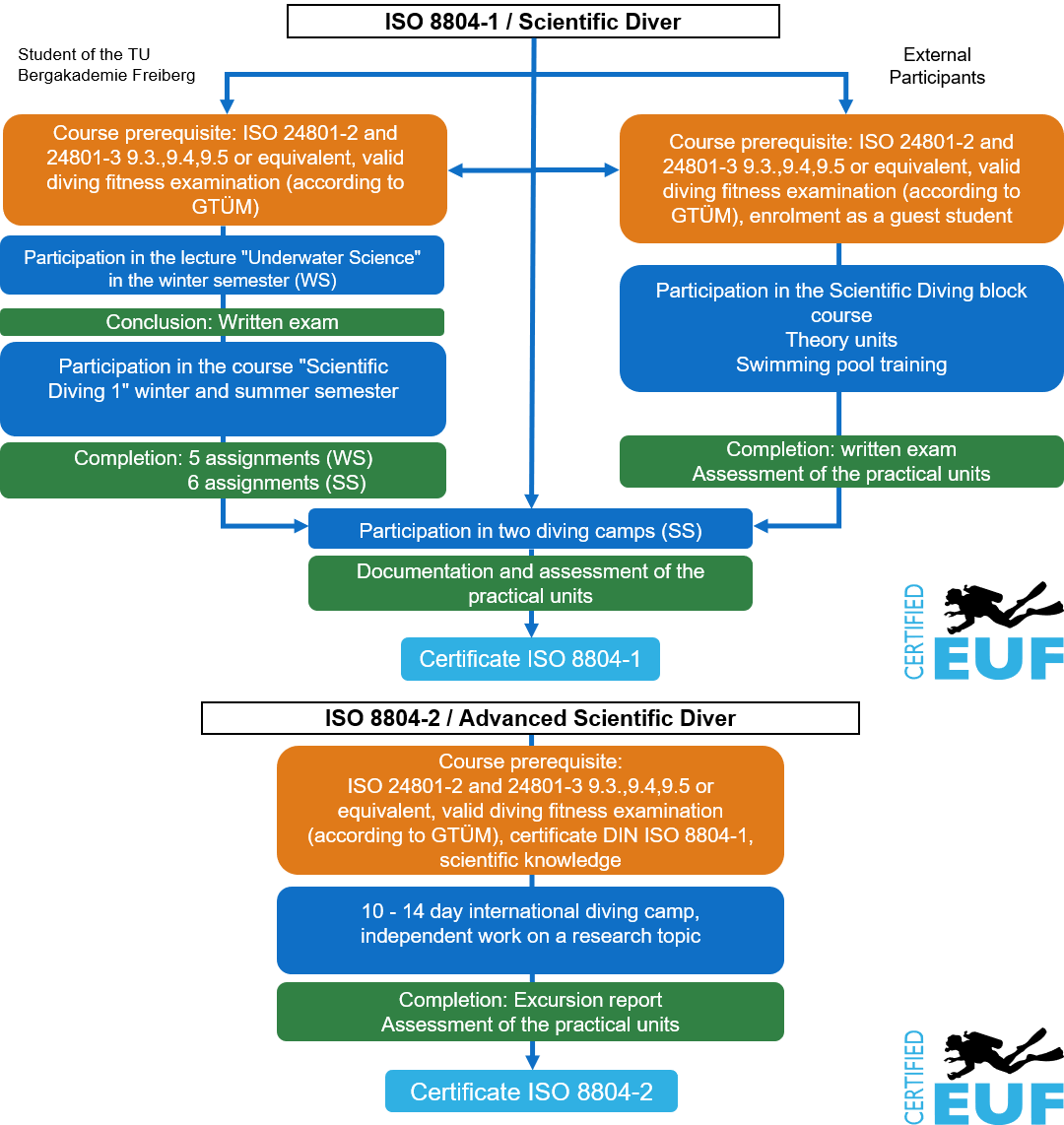
Ausbildungsübersicht

Das Scientific Diving Center der TU Bergakademie Freiberg bietet eine umfassende Ausbildung für wissenschaftliches Tauchen an, die sowohl Studierende und Universitätsangehörige der TU Bergakademie Freiberg als auch externe Teilnehmer anspricht. Die Ausbildung erfolgt gemäß den ISO-Normen 8804-1 und 8804-2 und wurde 2024 durch die Austrian Standards als erste Organisation weltweit zertifiziert.
Die Ausbildung beinhaltet theoretische und praktische Module. Inhalte umfassen wissenschaftliche Methoden und Arbeiten in Geowissenschaften, Biologie, Umweltwissenschaften, Ingenieurwesen und anderen Disziplinen. Der Unterricht erfolgt durch Vorlesungen, Praxistraining im Pool und Freigewässerübungen, bei denen Taucher Methoden wie Kartierung, Probenahme und Messung von Parametern anwenden. Externe Teilnehmer können an Blockkursen und Exkursionen teilnehmen, um ebenfalls die Qualifikation zum ISO-zertifizierten „Scientific Diver“ oder „Advanced Scientific Diver“ zu erlangen.

## Forschungsschwerpunkte
Das SDC Freiberg führt interdisziplinäre Forschung auf dem Gebiet der Unterwasserwissenschaften durch, wobei die Schwerpunkte der Forschung in folgenden Bereichen liegen:

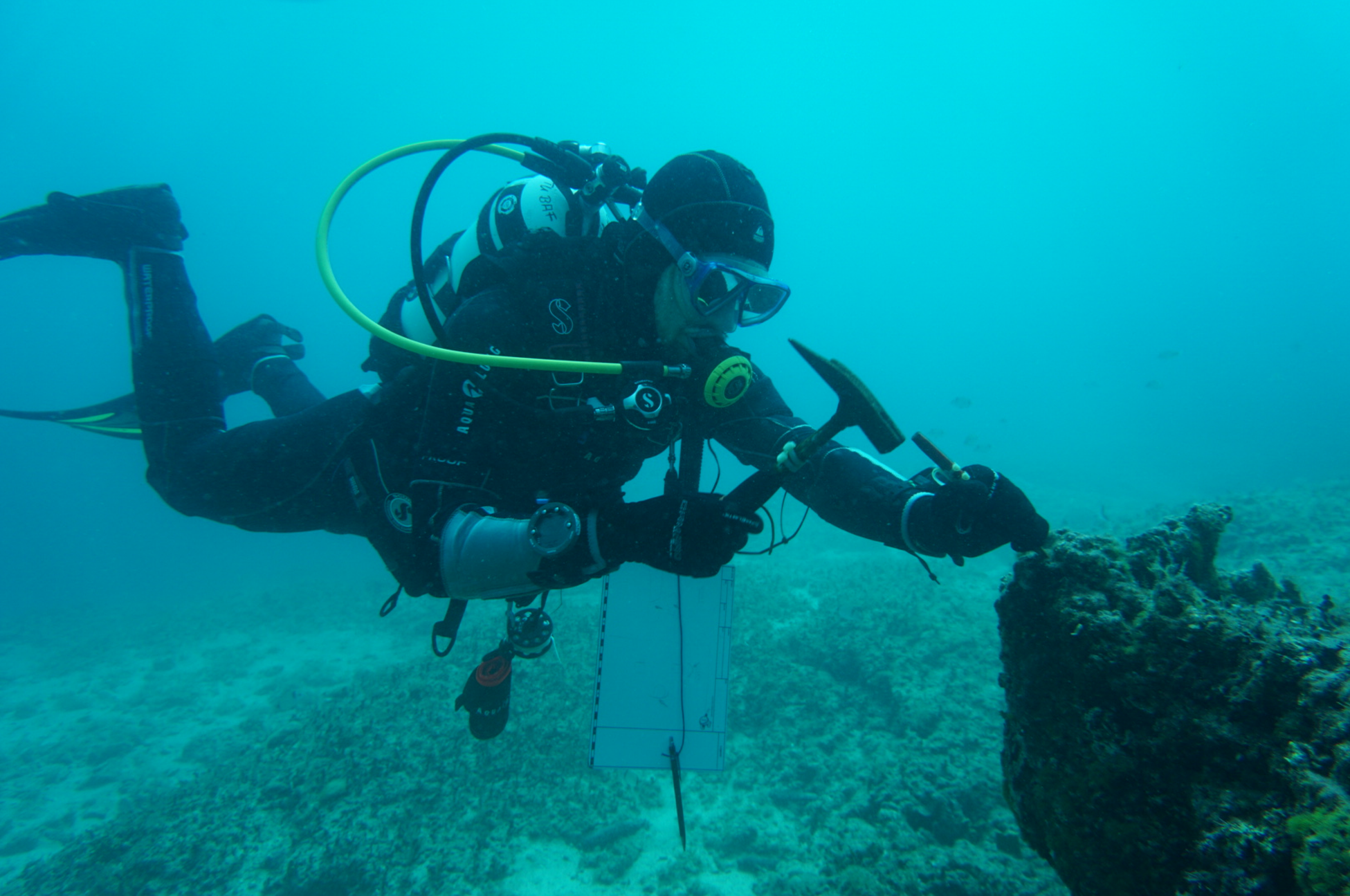
Wissenschaftlicher Taucher während der Gesteinsprobenahme

### Geologie, Hydrogeologie und Wasserchemie
Das Scientific Diving Center der TU Bergakademie Freiberg ist eng mit der Tradition der Universität im Bereich der Geo-, Natur- und Ingenieurwissenschaften verbunden. Das SDC entstand in diesem wissenschaftlich und historisch geprägten Umfeld, um die etablierten geowissenschaftlichen und aquatischen Forschungen der Universität auf den Unterwasserbereich auszuweiten. Im Laufe der Jahre haben Absolventen des SDC zahlreiche Projekte und Studien durchgeführt, die sich insbesondere der Methoden der Mineralogie, Festgesteinsgeologie, Sedimentologie, Wasserchemie und Isotopengeochemie sowie Gaschemie bedienten. In diesem Kontext wurden insbesondere auch Mess- und Probenahmemethoden für den Unterwassereinsatz erprobt und entwickelt.
Ein Beispiel für die Unterwasserforschung ist die Untersuchung hydrothermaler Aktivitäten im Mittelmeerraum. Im Zeitraum von 2006 bis 2018 fanden jedes Jahr 14-tägige Exkursionen nach Panarea mit jeweils 15 bis 25 wissenschaftlichen Tauchern statt, um unterschiedliche Untersuchungen am Unterwasservulkan von Panarea (Äolische Inseln, Italien) durchzuführen:

Hydrothermale Gasaustritte

- Hydrothermale GasaustritteKartierung und Vermessung hydrothermaler Features und deren zeitlichen Veränderungen
- Freilegung und Dokumentation von tektonisch-hydrothermal geprägten Strukturen am Meeresboden
- Messung von Temperaturen an hydrothermalen Gas- und Wasseraustritten
- In situ-Bestimmung von pH und ORP-Werten an hydrothermalen Austritten
- Probenahmen von hydrothermalen Fluiden
- Charakterisierung hydrothermaler Algen- und Bakterien-Matten
- Hydrothermale Erzbildungen und Bildung von Strukturen durch hydrothermale Zementation und Verkrustungen
- Kontinuierliches Volumenstrom-Monitoring von hydrothermalen Gasaustritten
- Einfluss der hydrothermalen Exhalationen auf Seegraswiesen (Posidonia)

Die Arbeiten am Unterwasservulkan Panarea haben dabei wichtige Erkenntnisse hinsichtlich der zeitlichen Veränderungen von Quantität und Qualität der hydrothermalen Fluide und über die Interaktion von Gesteinen und hydrothermalen Fluiden unter extremen Bedingungen geliefert.

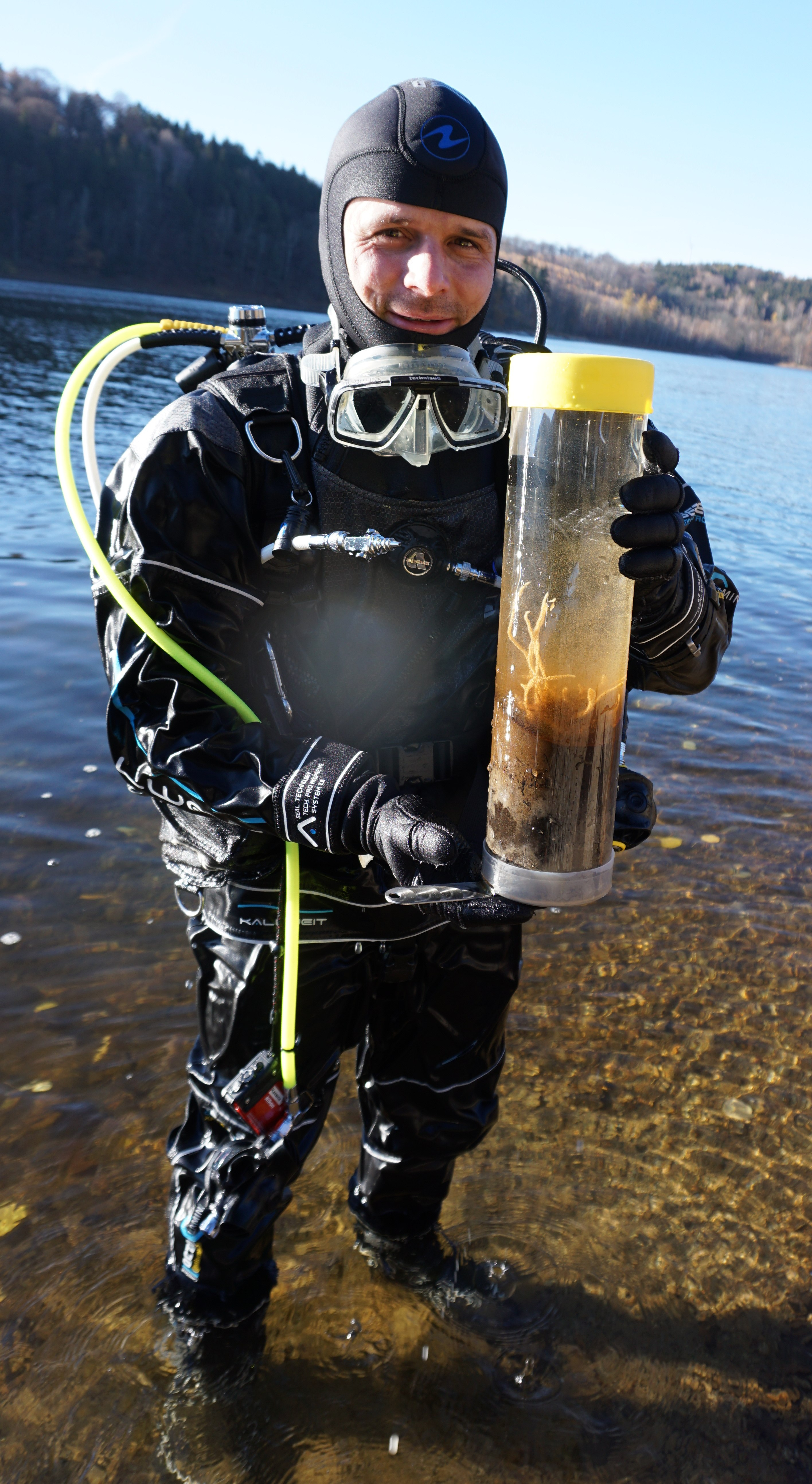
Wissenschaftlicher Taucher mit einer Bodenprobe

### Beprobung subhydrischer Böden
Das SDC Freiberg forscht an subhydrischen Böden, die besondere Anforderungen an Probenahme und Dokumentation stellen. Die Entnahme horizontstabiler und ungestörter Proben ermöglicht es, bodenbildende Prozesse und Horizonte präzise zu erfassen und zu beschreiben.
Der Einsatz wissenschaftlicher Taucher ist hierbei entscheidend, da sie als speziell geschulte Fachleute die Probenahme sicher und effektiv unter Wasser durchführen. In Kooperation hat das SDC ein Probenahme- und Transportkonzept entwickelt, das präzise und stabile Entnahmen ermöglicht. Diese Methoden haben neue Erkenntnisse über subhydrische Böden und ihre Ökosysteme erbracht.

### Entwicklung von Unterwassermessgeräten

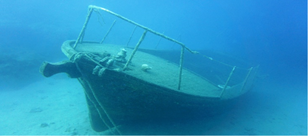
Kleines Schiffswrack

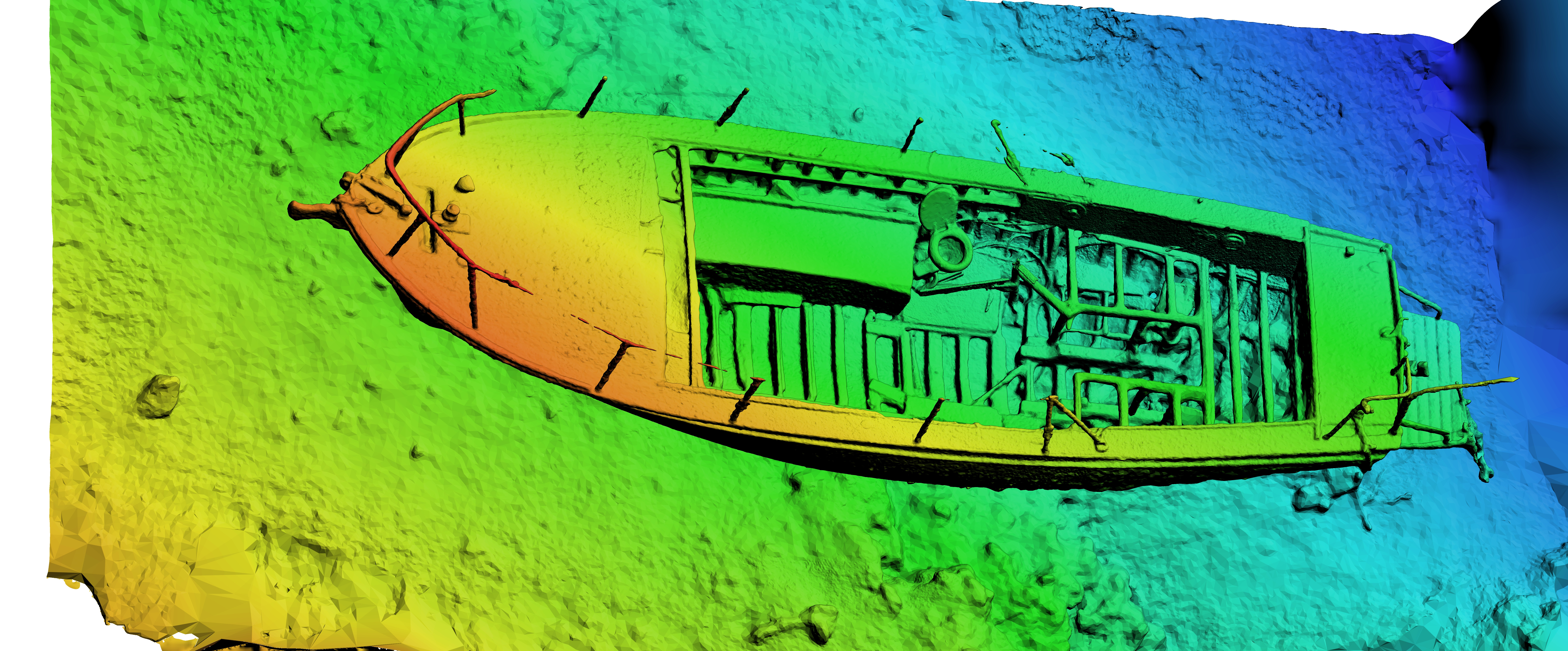
3D Tiefenprofil eines Schiffwracks

Das SDC entwickelt und verbessert Geräte zur Messung von Temperatur, Wasserqualität, Volumenströmen und zur Probenahme von Sedimenten, Wasser und biologischen Proben (Biota) unter Wasser. In den Werkstätten der TU Bergakademie Freiberg werden maßgeschneiderte Prototypen und Gehäuse gefertigt, die spezifische Untersuchungsanforderungen erfüllen. Für diesen Einsatz müssen Messgeräte extrem robust und präzise arbeiten, an die speziellen Anforderungen des Unterwassereinsatzes angepasst sein und bei Langzeitmessungen verlässlich funktionieren. So wurden u. a. folgende Geräte entwickelt:
Das FSVG (Flowmeter for Submarine Vulcanic Gas Emission), das die Messung vulkanischer Gasvolumenströme ermöglicht, wurde für das komplexe Vulkansystem der Äolischen Inseln entwickelt und liefert kontinuierlich Langzeitdaten, die für die Überwachung vulkanischer Aktivität und Erdbebenprognosen unverzichtbar sind. In mehreren Qualifizierungsarbeiten entstanden Messsysteme, die einfach montierbar und wartungsarm sind und den Unterwasserbedingungen standhalten.

Eine weitere Entwicklung ist ein Air-Lift-System („Unterwasserstaubsauger“) für wissenschaftliche Taucher. Unabhängig von Kompressoren auf Begleitschiffen ermöglicht dieses mobile System, Sedimente effizient zu entfernen, ohne empfindliche geologische Strukturen zu beschädigen. Dieses System wurde erfolgreich in deutschen Seen und im hydrothermalen System von Panarea, Italien, eingesetzt und hat sich als vielseitiges Werkzeug in der sedimentologischen Forschung bewährt.

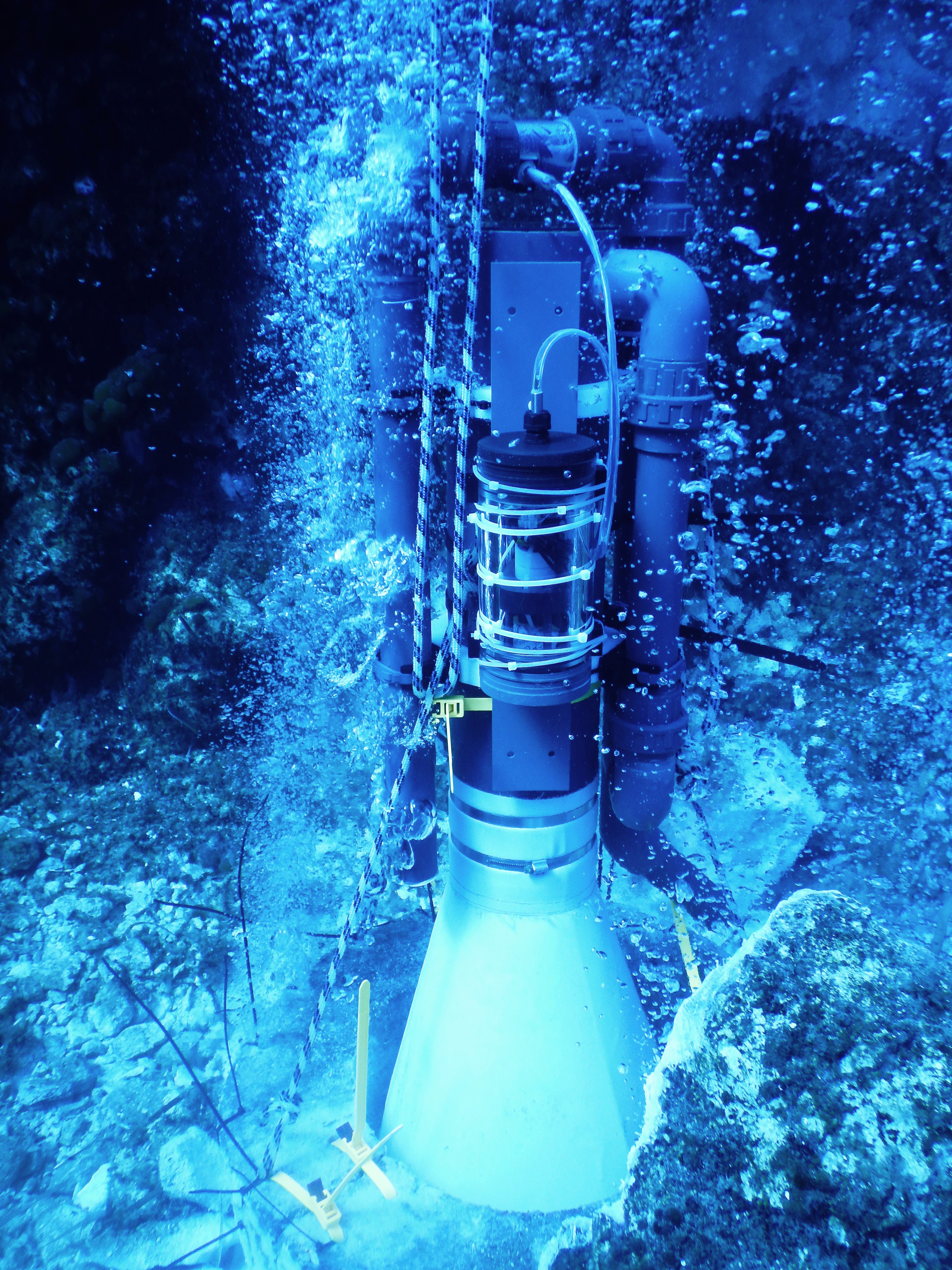
Flowmeter for Submarine Vulcanic Gas Emission
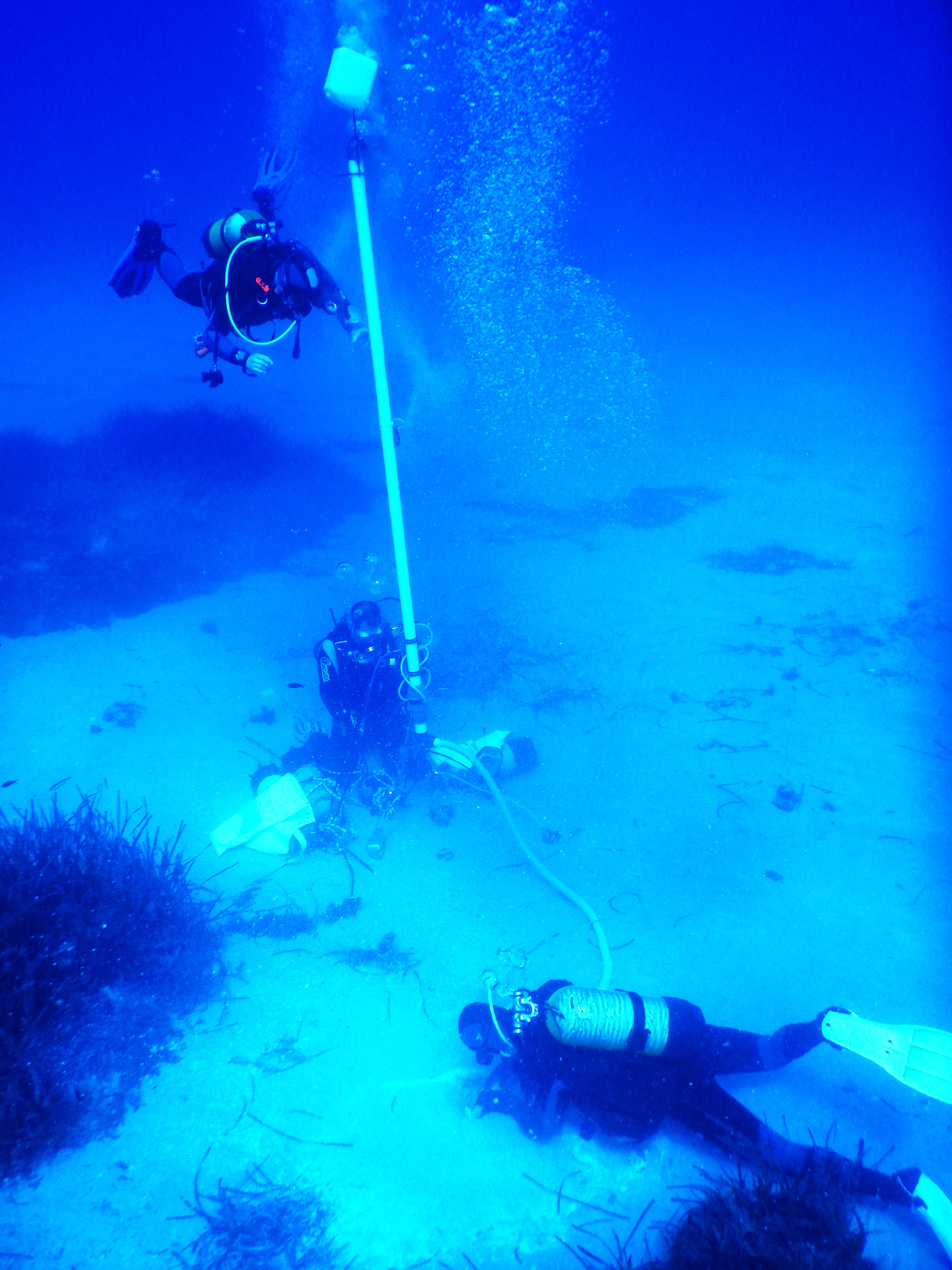
Air-Lift-System

### Vermessung und Kartierung
Das SDC ist in die Vermessung und Kartierung von Unterwasserstandorten involviert und erstellt detaillierte Karten und Modelle von Gewässerstrukturen. Eine zentrale Methode ist die Kartierung entlang eines Unterwasser-Transektes, eine seit vielen Jahren bewährte Methode, welche sowohl in der Forschung genutzt als auch in der Tauchausbildung des SDC vermittelt wird. Darüber hinaus werden GPS-Bojen zur präzisen Georeferenzierung genutzt, da die Bojen GPS-Daten von der Wasseroberfläche bereitstellen und so die exakte Lokalisierung der Unterwasserdaten ermöglichen.
Hierfür wird die u. a. die Photogrammetrie eingesetzt. Dieses mathematische Verfahren nutzt verschiedene Blickwinkel zur präzisen Ausrichtung und Rekonstruktion realer Objekte. Dabei wird zunächst eine Vielzahl an überlappenden Bildern mithilfe von Schlüsselpunkten zueinander ausgerichtet und anschließend zur Erzeugung einer dichten Punktwolke verwendet. Diese Punktwolke dient als Grundlage für ein unstrukturiertes Gitter, das schließlich mit kleinen Bildausschnitten (Textur) überzogen wird, um ein realistisches Modell zu schaffen.
Durch Georeferenzierung und Skalierung entsteht ein reales 3D-Abbild unzugänglicher Unterwasserstrukturen, das sich für Vermessungen und weitere Untersuchungen nutzen lässt. Diese Methode findet Anwendung in der Dokumentation, Vermessung und Kartierung von Unterwasserobjekten wie Wracks, Bauwerken, Riffen und Statuen. Zudem ist die Photogrammetrie wichtig für das Monitoring von Riffstrukturen, die Arbeitsplanung und als Basis für die Sammlung und Zuordnung von Probenahme- und Messpunkten.

### Untersuchung von Bauwerken
Bauwerke in Gewässern sind besonderen Belastungen ausgesetzt, weshalb ihre Inspektion und Zustandsbewertung komplexer und aufwendiger sind als bei frei zugänglichen Strukturen. Umgebungsbedingungen wie die Strömung, Sedimentablagerungen und chemische Eigenschaften des Wassers wirken sich stärker auf den Bauwerkszustand aus und erschweren Inspektionen. Um den Arbeitsaufwand für wissenschaftliche Taucher zu reduzieren, testet das SDC im Projekt RoBiMo innovative Techniken zur Effizienzsteigerung.

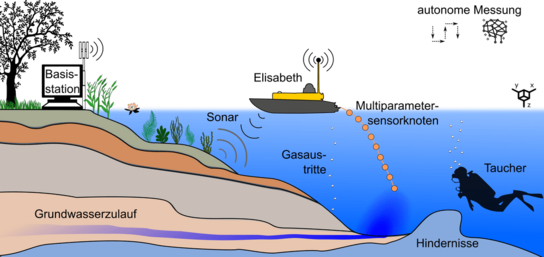
Schema des Projektes RoBiMo

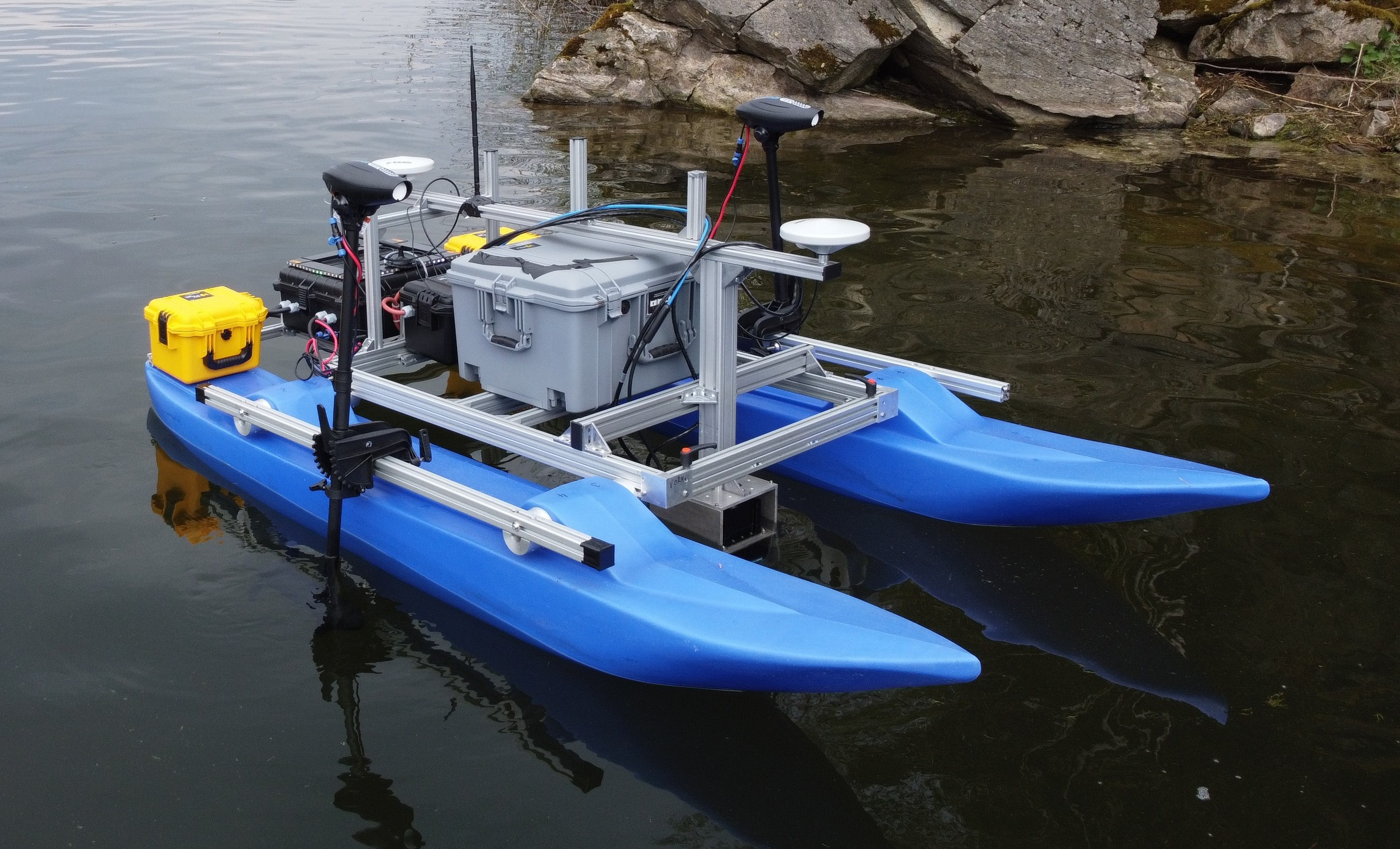
Schwimmplattform für das Gewässermonitoring

### Monitoring aquatischer Lebensräume
Das SDC führt umfassende Zustandsanalysen von marinen und limnischen Lebensräumen durch. Diese Untersuchungen umfassen sowohl biotische als auch abiotische Umweltfaktoren, wie die chemische und biologische Zusammensetzung von Gewässern sowie die Analyse des Zustands von Riffsystemen. Ziel ist es, präzise Daten über die Gewässergüte und die Ökosysteme zu sammeln, um fundierte Aussagen über die Veränderungen in aquatischen Lebensräumen zu ermöglichen.
Die interdisziplinäre ESF-Nachwuchsforschergruppe RoBiMo hatte das Ziel, Binnengewässer mithilfe eines autonom fahrenden Schwimmroboters in 3D zu analysieren. Die Validierung der Daten erfolgte durch in-situ Messungen und Probenahmen, die von wissenschaftlichen Tauchern durchgeführt wurden, um geowissenschaftliche Auswertungen der Wasserqualität und limnischer Prozesse zu ermöglichen. Das SDC war an der Entwicklung von Messtechniken beteiligt sowie Photogrammetrie-basierte Beprobungen zur Sammlung von Trainingsdaten für KI-Algorithmen.

### Wasseraufbereitung von Binnengewässern
Die Wasseraufbereitung von Binnengewässern ist ein zentrales Thema im Umwelt- und Gewässerschutz, da viele Binnengewässer von Eutrophierung und Schadstoffbelastungen betroffen sind. Besonders Düngemittel, die aus der Landwirtschaft in Flüsse und Seen gelangen, führen zu einer erhöhten Nährstoffkonzentration, was ein übermäßiges Algenwachstum zur Folge hat. Diese Algenblüten verringern den Sauerstoffgehalt im Wasser und gefährden die biologische Vielfalt, was langfristig die Wasserqualität stark beeinträchtigen kann. Moderne Wasseraufbereitungstechnologien setzen daher auf eine Reduktion dieser Nährstoffeinträge und bieten neue Lösungsansätze zur Reinigung und Wiederherstellung von Gewässerökosystemen.
Das Projekt CleanLake, das im Juni 2024 gestartet wurde, verfolgt das Ziel, ein innovatives Wasseraufbereitungssystem zu entwickeln, das speziell auf die Bedürfnisse von Binnengewässern ausgerichtet ist. Innerhalb eines dreijährigen Projektzeitraums mit vier internationalen Partnern werden neue sorptive Materialien entwickelt, die aus industriellen Nebenprodukten wie Flugasche und Kohleabraum hergestellt werden. Diese Materialien binden gezielt Stickstoff- und Phosphorverbindungen und verringern so den Düngemitteleintrag in Gewässern. Dadurch wird die Eutrophierung effektiv reduziert und die Wasserqualität nachhaltig verbessert. Nach Erschöpfung ihrer Bindekapazität können die sorptiven Materialien recycelt und zu Düngemitteln mit kontrollierter Nährstofffreisetzung verarbeitet werden, was ein nachhaltiges Kreislaufwirtschaftskonzept unterstützt.

## Forschungsreisen
Die Forschungsreisen des Scientific Diving Center verbinden wissenschaftliche Feldforschung mit der Ausbildung wissenschaftlicher Taucher. Diese Exkursionen dienen nicht nur der praktischen Schulung, sondern tragen auch zur Forschung in verschiedenen Fachbereichen bei. Ein bemerkenswertes Beispiel ist die Entdeckung eines lebenden Korallenriffs vor der irakischen Küste, die neue Erkenntnisse über marine Ökosysteme unter extremen Bedingungen lieferte.

### Kroatien – Sveta Marina
Sveta Marina an der kroatischen Adriaküste ist ein wichtiger Standort für wissenschaftliche Taucherausbildung und Unterwasserforschung des Scientific Diving Center Freiberg. In den Jahren 2003 bis 2005 fand die marine Tauchausbildung hier statt und legte damit die Grundlagen für die heutigen Methodiken des SDC. Bis heute und insbesondere ab 2019 finden an diesem Standort wieder regelmäßig Ausbildung und Forschungsprojekte statt. Zu den untersuchten Themen gehören unter anderem Karstwasserzutritte, die Kartierung von Steilhängen, die Analyse der Auswirkungen des Tourismus auf Wasserqualität sowie Verteilung und Entwicklung der Unterwasserflora und -fauna.

### Italien – Panarea
Im Zeitraum von 2006 bis 2018 fanden jedes Jahr 14-tägige Exkursionen und Ausbildungsreisen nach Panarea mit jeweils 15 bis 25 wissenschaftlichen Tauchern statt. So wurden die geologischen Besonderheiten, die Entwicklung und Versauerung des Ozeans als Reallabor, die Entwicklung abiotischer Faktoren, sowie Entstehungsprozesse dieses Gebiets untersucht. Insbesondere die Neotectonik und die hydrothermalen Besonderheiten dieses Gebietes boten ein breites Spektrum an Untersuchungen. Beispielhaft kann hier die Untersuchung von Precipitaten aufgrund der hydrothermalen Activität genannt werden. Weitere Untersuchungen am Unterwasservulkan von Panarea sind unter dem Kapitel Forschungsschwerpunkte aufgeführt.

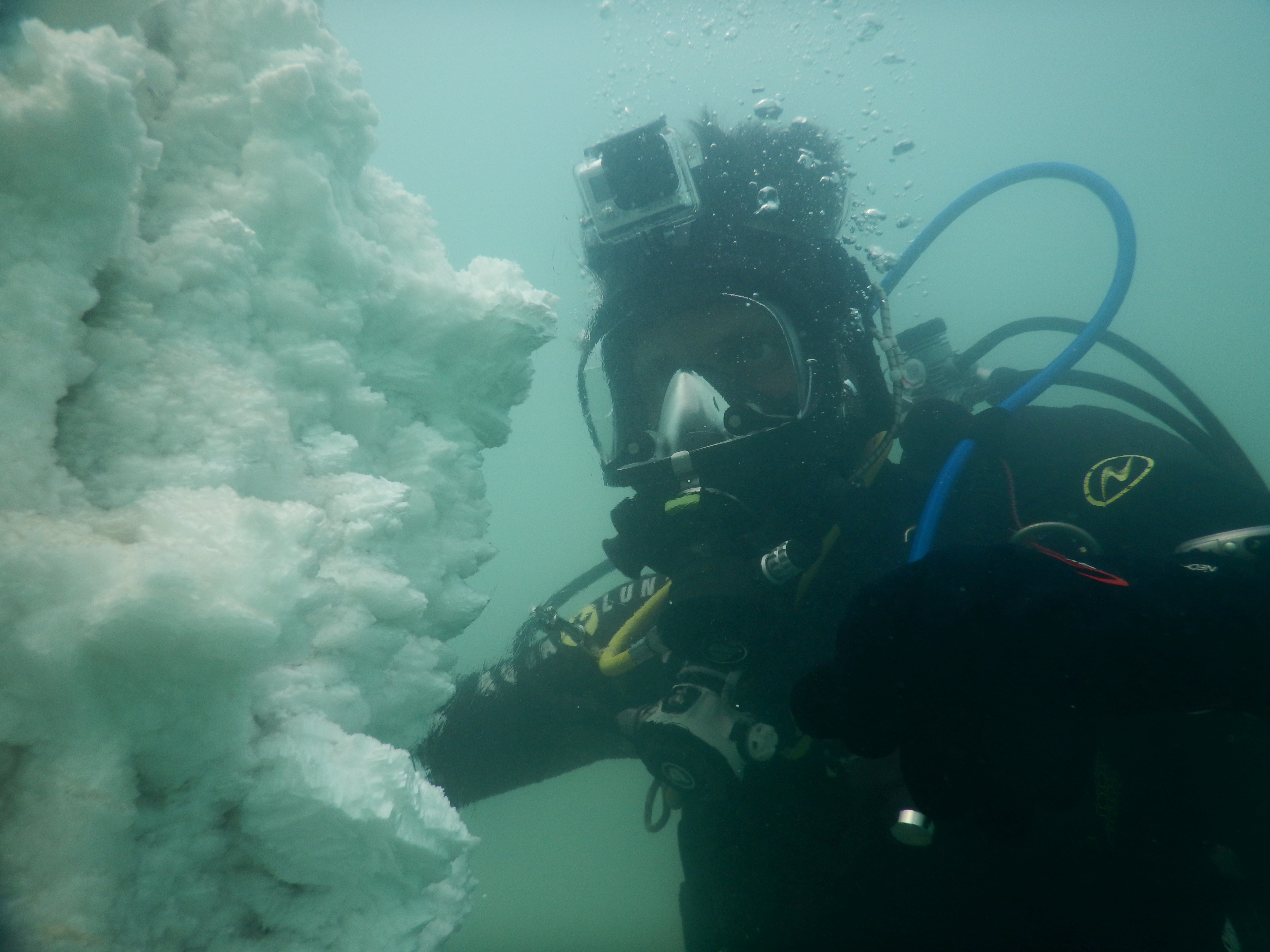
Wissenschaftlicher Taucher mit Vollmaske im Toten Meer

### Israel – Totes Meer
Von 2012 bis 2018 untersuchte das Scientific Diving Center (SDC) gemeinsam mit dem Helmholtz-Zentrum für Umweltforschung (UFZ), dem  Geological Survey of Israel (GSI) und einem Netzwerk internationaler Forscher submarine Grundwasserzuflüsse im Toten Meer. Der hohe Salzgehalt des Toten Meeres erfordert die Verwendung von Vollgesichtsmasken und rund 60 kg Blei am Körper der Taucher, um die Dichte des Toten Meeres (1,24 kg/L) zu kompensieren. Untersucht wurden submarine Grundwasseraustritte auf der Ostseite des Toten Meeres, um deren wasserchemische und isotopenchemische Zusammensetzung zu erkunden mit dem Ziele Rückschlüsse auf das austretende Grundwasser zu ziehen. In dem Kontext wurden bisher unbekannte Bakterien im Wasser des Toten Meeres identifiziert und genetisch charakterisiert. Ein weiteres Highlight waren die Entdeckung und Untersuchungen zur Entstehung von bisher unbekannten submarinen Salz-Säulen im Toten Meer, die durch submarine Austritte von Grundwasser im Kontakt mit der NaCl-gesättigten Sole des Wassers des Toten Meeres mit Wachstumsraten von bis zu ca. 1 cm pro Tag entstehen.

### Kirgistan – Yssyk-Köl
Im Jahr 2016 fanden Vorerkundungen am Yssyk-Köl-See in Kirgistan statt. In Zusammenarbeit mit lokalen Partnern wurden erste Erkundungstauchgänge durchgeführt. Ziel war die Einrichtung eines Ausbildungs- und Forschungszentrums für wissenschaftliches Tauchen unter Gebirgssee-Bedingungen. Forschungsschwerpunkte waren die Ursachen hoher Urangehalte, die Auswirkungen von Abwassereinleitungen auf Wasserqualität und Biodiversität sowie die Dokumentation archäologischer Siedlungen unter Wasser.

### Irak – Persischer Golf und Sawa See
Von 2009 bis 2015 unterstützte der Deutsche Akademische Austauschdienst (DAAD) das Projekt Geoscience Resources Iraq (GRI), um die geowissenschaftliche Forschung an irakischen Universitäten nach dem 3. Irakkrieg wieder aufzubauen. Im Rahmen dieses Projekts wurde auch ein Scientific Diving Center am Marine Science Center der Universität Basra etabliert, wo irakische Studierende und Wissenschaftler zwischen 2011 und 2015 in wissenschaftlichem Tauchen ausgebildet wurden. Die praktische Ausbildung erfolgte im Persischen Golf und im Sawa-See.
Studierende und Wissenschaftler des SDC Freiberg nahmen an mehreren Kampagnen teil und führten wissenschaftliche Untersuchungen im Rahmen von Abschlussarbeiten durch. Ein Ergebnis war die Entdeckung eines lebenden Korallenriffs im Arabischen Golf. Bei Erkundungstauchgängen stießen die Forscher der TU Bergakademie Freiberg auf ein 28 Quadratkilometer großes lebendes Korallenriff im Mündungsgebiet des Shatt al-Arab. Der Fund stellt eine kleine wissenschaftliche Sensation dar, da Korallen unter den extremen Bedingungen dieser Region bis zu diesem Zeitpunkt als unwahrscheinlich galten.
Der Sawa-See war ein mesohaliner See mit einer Fläche von ca. 4,4 km² mit einer geringen Wassertiefe von ca. 2 m in der südlichen irakischen Wüste. Das Gebiet wird von Dolomiten und Kalkgesteinen dominiert. Dolinen und artesische Verhältnisse des Grundwassers sind Zeichen eines gut entwickelten Karstes. Der See hatte bis auf extreme Niederschlagsereignisse keine oberflächlichen Zu- oder Abflüsse. Somit erfolgte die Speisung des Wüstensees ausschließlich über Karst-Grundwasser. Im Zeitraum 2013 bis 2018 wurde der See mehrfach durch Taucher des SDC besucht und dabei die 20 m tiefe Karst-Doline in der Mitte des Sees vermessen und dokumentiert. Erstmals wurde aus der Karst-Doline Gesteins- und Wasserproben aus verschiedenen Tiefen durch Taucher entnommen und wissenschaftlich untersucht. Die chemische Zusammensetzung des zufließenden Grundwassers und die Isotopie waren erwartungsgemäß völlig anders als das Seewasser. Ab 2016 wurde eine massive Absenkung des Wasserspiegels beobachtet, die bis 2022 zu einem kompletten Austrocknen des Sawa-Sees führte. Diese Austrocknung ist vor allem der unkontrollierten Entnahme von Grundwasser im Südwesten des Sees durch Kreisberegnungsbewässerung und Zementwerken geschuldet.